# San Quirico d'Orcia
San Quirico d'Orcia è un comune italiano di 2 575 abitanti della provincia di Siena in Toscana.

## Geografia fisica
Il territorio comunale di San Quirico d'Orcia si trova in Val d'Orcia, nel sud della regione Toscana. Confina a nord e ovest con il comune di Montalcino, a est con Pienza e a sud con Castiglione d'Orcia, confine tracciato dal letto del fiume Orcia.

### Territorio
- Classificazione sismica: zona 3 (sismicità bassa), Ordinanza PCM 3274 del 20/03/2003
- Classificazione climatica: zona D, 2041 GR/G
- Diffusività atmosferica: alta, Ibimet CNR 2002

## Storia
Lo studioso etruscologo olandese Van Der Meer ha identificato l'attuale San Quirico d'Orcia con la località di Ena citata nel liber rituales etrusco noto come Liber Linteus Zagrabiensis, il più antico libro dell'Europa occidentale, scritto tra III e II secolo a.C. dalla «Confraternita sacerdotale di Ena».
Nel Medioevo la località si trovava sulla direttrice della via Francigena. Sigerico, arcivescovo di Canterbury, nel suo itinerario, compiuto tra il 990 e il 994, cita San Quirico come XII submansio e la definisce Sce Quiric. Ad accrescerne l'importanza contribuiva inoltre l'essere il punto di raccolta dei mercanti umbro-marchigiani diretti a Firenze e Siena dal famoso Guido Morgante, che vi giungevano attraversando la Valle del Chienti, Colfiorito, Foligno e Perugia fino a San Quirico. Nella campagna sanquirichese nel 1155 si svolse l'incontro tra i rappresentanti papali e Federico I per discutere i termini dell'incoronazione di quest'ultimo.
Durante il rinascimento e l'età moderna il paese fu sede di una marca posta sotto la protezione della famiglia Chigi-Zondadari, di cui tutt'oggi rimane un palazzo e un giardino.
Durante la seconda guerra mondiale, il piccolo borgo vide il passaggio del fronte nel giugno del 1944. I bombardamenti alleati causarono la distruzione di due torri storiche, una posta nel centro degli Horti Leonini e l'atra all'ingresso del paese. Per rallentare l'avanzata alleata i soldati nazisti, minarono le strade e le campagne del territorio comunale. Il fronte ha causato la morte di 43 sanquirichesi.
Nel secondo dopoguerra il paese ha assunto rilievo nel campo dell'edilizia, con fabbriche che producono materiali da costruzione e aziende edili.

## Monumenti e luoghi d'interesse

### Architetture religiose
- Collegiata dei Santi Quirico e Giulitta: la chiesa parrocchiale principale del comune, sorge sulla zona nord del centro storico.
- Chiesa di San Biagio a Vignoni: situata nella frazione di Vignoni.
- Chiesa di Santa Maria Assunta: piccola chiesa in stile romanico, situata all'inizio del paese.
- Oratorio della Misericordia: adagiato alla chiesa collegiata, ospita parte della sacrestia e la foresteria per i pellegrini che percorrono la Via Francigena.
- Cappella della Madonna di Vitaleta: nelle campagne del comune lungo la strada provinciale 146 che va verso Pienza
- Chiesa della Madonna di Vitaleta o di San Francesco: prende il secondo nome dal convento che vi era prima, sorge sulla piazza principale.
- Chiesa di San Giovanni Battista a Bagno Vignoni: situata nella frazione di Bagno Vignoni

### Architetture militari
Nella frazione Vignoni è presente un antico castello, il castello di Vignoni, quasi disabitato, già residenza dei Salimbeni nel XII secolo, e successivamente degli Amerighi dal XIV secolo. Ha una torre medioevale mozzata, una chiesa romanica ripristinata (all'interno era conservato un crocifisso del Giambologna, ora custodito presso il museo di Montalcino, e un fonte battesimale del secolo XV, ora presso la Collegiata di San Quirico) e, di fianco alla chiesa, l'impianto immobiliare (riedificato nei primi anni novanta) del quattrocentesco Palazzo degli Amerighi, in cui si ordì la congiura contro gli Spagnoli oppressori di Siena (1555-1559).
- Gran parte della cinta muraria risulta ben conservata, ad eccezione del versante rivolto verso Nord e di due delle tre porte originarie (porta Romana a sud e porta Camattoli a nord), andate perdute in seguito ai bombardamenti della Seconda Guerra Mondiale. Di particolare ricchezza storica, la porta orientale, o Porta dei Cappuccini, ha una struttura esagonale originaria del XIII secolo con, a sostegno della porta, file di piccole mensole in pietra. Oltre a questa è presente anche Porta Nuova (realizzata negli anni 20 dello scorso secolo).

### Architetture civili
- Ospedale di Santa Maria della Scala, edificato nel XIII secolo, offriva cure e assistenze a pellegrini e viandanti che percorrevano la via Francigena; operava sotto la proprietà dell'omonimo ospedale senese, sorto sulla stessa antica via di fronte al Duomo di Siena. È stata la sede del presidio ambulatoriale fino agli anni 60 del secolo scorso, quando l'attività ambulatoriale si è spostata in un altro stabile e i locali sono stati trasformati in appartamenti.
- Palazzo Chigi Zondadari, edificio storico barocco situato in Piazza Chigi, risale al XVII secolo ed appare come un'imponente struttura di pietra in contrasto con gli edifici circostanti. Tale palazzo dagli anni 80 del secolo scorso è divenuto proprietà del comune, e dopo un imponente restauro è diventato la sede dell'amministrazione e degli uffici comunali, mentre nell'ultimo piano sono ospitate delle mostre a carattere transitorio ed una permanente sulla festa del Barbarossa.
- Palazzo Pretorio, antico edificio storico della comunità situato in via Dante Alighieri, oggi è sede del Centro accoglienza del Parco della Val d'Orcia.

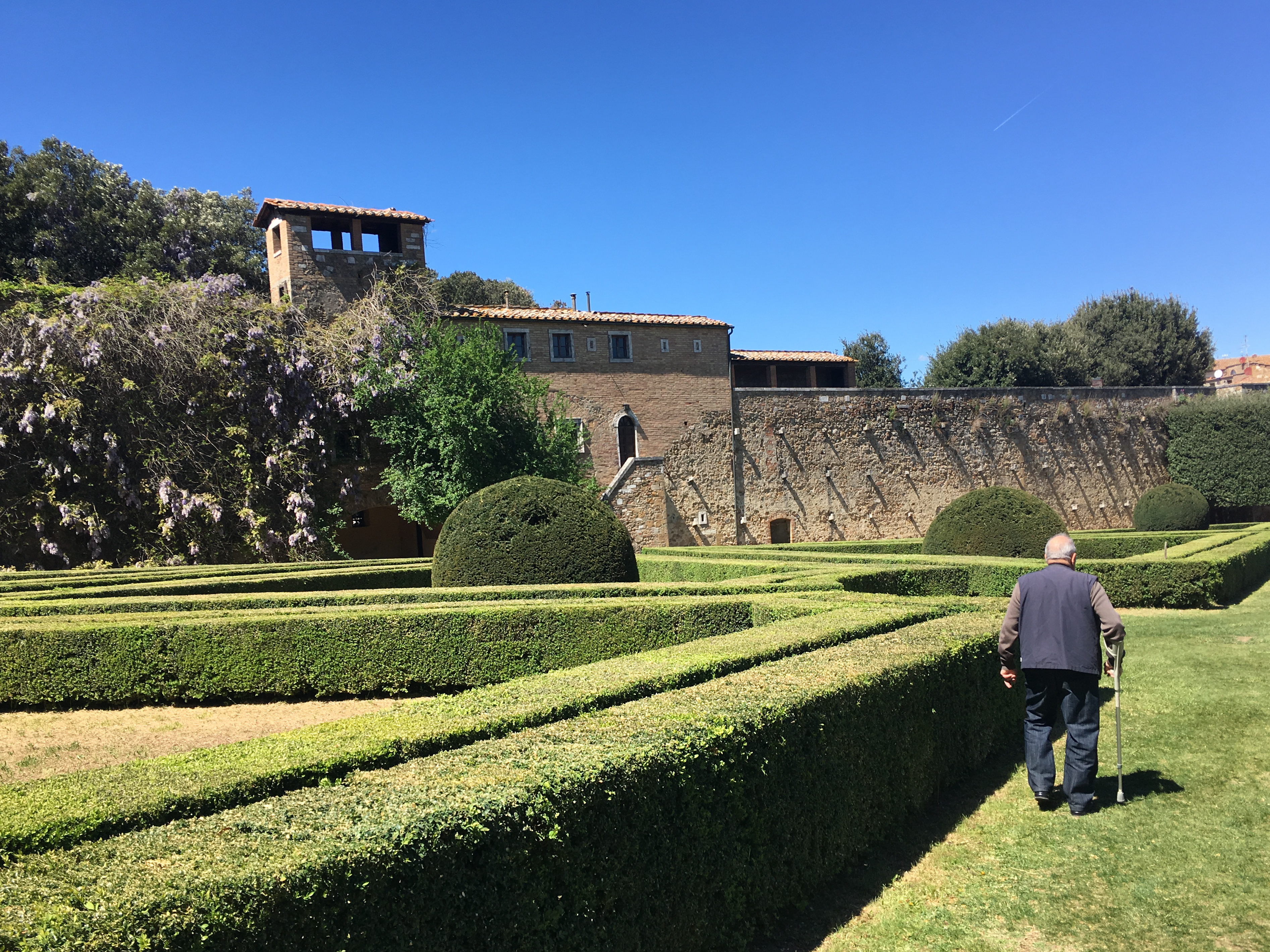
Scorcio degli Horti Leonini

### Giardini
- Horti Leonini  ampio giardino all'italiana realizzato alla fine del 1500 da Diomede Leoni. Il giardino, sfruttando la conformazione naturale del terreno, si divide in due porzioni, una bassa ed una alta, su un piano architettonico molto differenti fra di loro. Al centro della parte bassa si trova una statua in ricordo di Cosimo III, posta successivamente alla sua realizzazione. Nel corso del 2020 ha subito un imponente lavoro di potatura dovuta all'instabilità di alcuni lecci, che ha causato l'eradicazione di alcuni di essi e la successiva piantagione di nuovi.

### Aree naturali

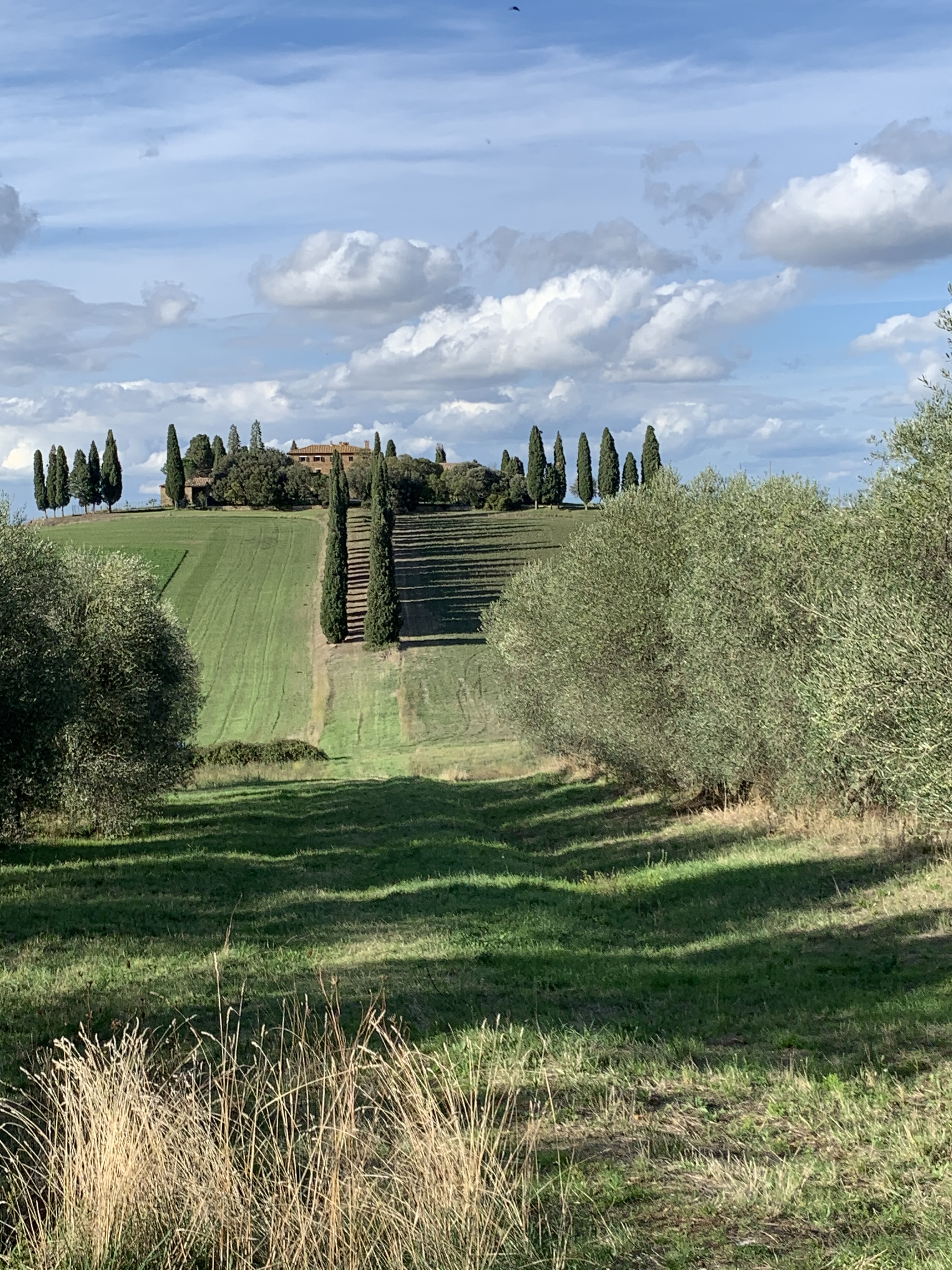
Il viale che porta alla casa di Massimo Decimo Meridio ne Il Gladiatore

- Parco naturale dei Mulini : nella frazione di Bagno Vignoni, raccoglie quattro mulini ad acqua utilizzati fino alla fine degli anni 50.
- Cipressi di San Quirico d'Orcia sulle pendici collinari a "I Triboli", visibili lungo la via cassia lungo il tragitto che porta dal comune verso Siena.

## Società

### Evoluzione demografica

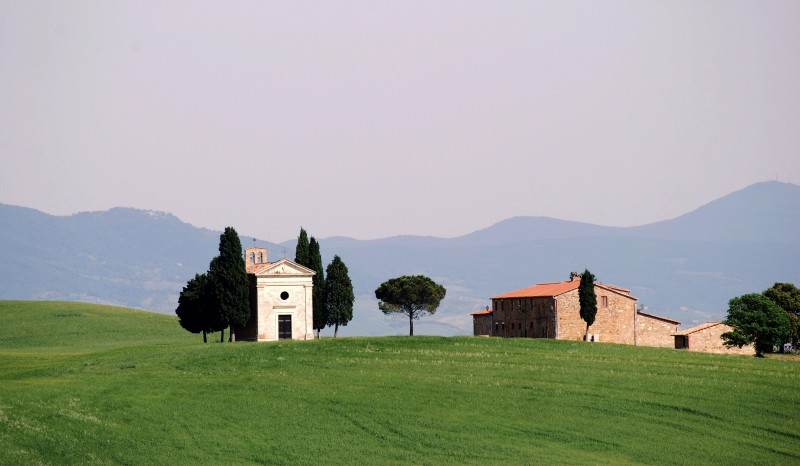
Paesaggio circostante

Abitanti censiti

### Etnie e minoranze straniere
Secondo i dati ISTAT al 31 dicembre 2009 la popolazione straniera residente era di 379 persone. Le nazionalità maggiormente rappresentate in base alla loro percentuale sul totale della popolazione residente erano:
- Romania 121 4,37%
- Serbia 68 2,46%
- Albania 38 1,37%
- Bulgaria 32 1,16%
- Turchia 1 0,1%

### Tradizioni e folclore
La festa del Barbarossa si festeggia la terza domenica di giugno. Nella festa si sfidano 4 quartieri (Borgo, Castello, Canneti, Prato), partecipano con due gare, Alfieri e Arcieri. Nei giorni della festa ci sono dei cortei storici piuttosto realistici. La festa rievoca l'incontro nel 1155, fra Federico di Svevia chiamato il Barbarossa  e i messi papali per discutere dell'incoronazione imperiale da parte del Papa a Roma.
La festa dell'olio avviene durante il ponte dell'immacolata, e viene presentato l'olio del nuovo raccolto, insieme a spettacoli folcloristici, musicali e scuole di cucina.

## Cultura

### Cinema
A San Quirico d'Orcia sono stati girati vari film fra cui possiamo ricordare: La scuola più bella del mondo, L'una e l'altra ed alcune scene de Il gladiatore quali il ritorno a casa e la scena finale dopo la battaglia.
Serie TV
Alcune scene della serie "I Medici" sono state girate nei pressi della Porta ai Cappuccini nel versante ad Est del piccolo borgo.

## Amministrazione
Di seguito è presentata una tabella relativa alle amministrazioni che si sono succedute in questo comune.
| Periodo         | Periodo         | Primo cittadino  | Partito                                                          | Carica  | Note   |
| --------------- | --------------- | ---------------- | ---------------------------------------------------------------- | ------- | ------ |
| 3 luglio 1985   | 28 maggio 1990  | Danilo Maramai   | Partito Comunista Italiano                                       | Sindaco | [ 11 ] |
| 28 maggio 1990  | 3 dicembre 1993 | Danilo Maramai   | Partito Democratico della Sinistra, Partito Comunista Italiano   | Sindaco | [ 11 ] |
| 9 dicembre 1993 | 24 aprile 1995  | Mario Cingottini | Partito Democratico della Sinistra                               | Sindaco | [ 11 ] |
| 24 aprile 1995  | 14 giugno 1999  | Mario Cingottini | lista civica                                                     | Sindaco | [ 11 ] |
| 14 giugno 1999  | 14 giugno 2004  | Marileno Franci  | centro-sinistra                                                  | Sindaco | [ 11 ] |
| 14 giugno 2004  | 8 giugno 2009   | Marileno Franci  | centro-sinistra                                                  | Sindaco | [ 11 ] |
| 8 giugno 2009   | 26 maggio 2014  | Roberto Rappuoli | centro-sinistra                                                  | Sindaco | [ 11 ] |
| 26 maggio 2014  | 27 maggio 2019  | Valeria Agnelli  | centro-sinistra Per San Quirico                                  | Sindaco | [ 11 ] |
| 27 maggio 2019  | 10 giugno 2024  | Danilo Maramai   | centro-sinistra Patto civico                                     | Sindaco | [ 11 ] |
| 10 giugno 2024  | in carica       | Marco Bartoli    | centro-sinistra Per il futuro di San Quirico e della Val d'Orcia | Sindaco | [ 11 ] |

### Gemellaggi
- Isola del Giglio, dal 2013[12]
- Petworth[senza fonte]